# Rudolf von Kroseck
Rudolf Hermann Kroseck, seit 1871 von Kroseck (* 4. September 1827 in Kamien, Kreis Schlochau; † 11. Dezember 1894 in Wiesbaden) war ein preußischer Generalleutnant und Kommandeur der 2. Division.

## Leben

### Herkunft
Rudolf war der Sohn des preußischen Hauptmanns a. D. und Steuerkassenredanten Ernst Georg Kroseck (1782–1835) und dessen Ehefrau Jeanette, geborene Taube († 1867).

### Militärkarriere
Kroseck besuchte die Kadettenhäuser in Kulm und Berlin. Anschließend trat er am 27. Mai 1845 als Portepeefähnrich in das 25. Infanterie-Regiment der Preußischen Armee ein und avancierte Mitte Oktober 1846 zum Sekondeleutnant. Auf ein Jahr war er ab März 1851 zum 8. kombinierten Reserve-Bataillon kommandiert. Daran schloss sich Kommandierungen als Adjutant des I. Bataillons im 25. Landwehr-Regiment in Aachen sowie bei der 26. Infanterie-Brigade in Münster an. Unter Belassung in diesem Kommando wurde Kroseck Ende Dezember 1858 als Premierleutnant in das 35. Infanterie-Regiment (3. Reserve-Regiment) und mit der Beförderung zum Hauptmann am 13. September 1859 in das 7. Infanterie-Regiment versetzt. Mit der Ernennung zum Chef der 2. Kompanie trat Kroseck am 8. Mai 1860 in den Truppendienst zurück. Daran schloss sich Anfang Juni 1863 eine Verwendung als Adjutant beim Generalkommando des IV. Armee-Korps in Magdeburg an.
Für die Dauer der Mobilmachung anlässlich des Krieges gegen Österreich war er 1866 in gleicher Eigenschaft beim Oberkommando der 2. Armee und nahm an den Schlachten bei Nachod, Skalitz sowie Königgrätz teil. Für sein Wirken mit dem Roten Adlerorden IV. Klasse mit Schwertern ausgezeichnet, kehrte Kroseck im September in seine Friedensstellung zurück und wurde am 30. Oktober 1866 unter Belassung in seiner Stellung als Major in das 3. Posensche Infanterie-Regiment Nr. 58 versetzt. Mitte Februar 1867 erfolgte sein Versetzung nach Bromberg in das 4. Pommersche Infanterie-Regiment Nr. 21. Ab Mitte März 1867 war er zunächst Kommandeur des I. Bataillons und übernahm drei Jahre später das Füsilier-Bataillon. Dieses führte Kroseck 1870/71 im Krieg gegen Frankreich in der Schlacht bei Gravelotte sowie den  Belagerungen von Metz und Paris. Ausgezeichnet mit beiden Klassen des Eisernen Kreuzes wurde Kroseck am 16. Juni 1871 durch Kaiser Wilhelm I. in den erblichen preußischen Adelsstand erhoben.
Bis Anfang September 1873 avancierte Kroseck zum Oberst. Am 16. Oktober 1873 beauftragte man ihn zunächst mit der Führung des 3. Pommerschen Infanterie-Regiments Nr. 14 in Stralsund und ernannte ihn am 14. Februar 1874 zum Regimentskommandeur. Mitte September 1879 erhielt er den Kronen-Orden II. Klasse und wurde am 3. Februar 1880 unter Beförderung zum Generalmajor als Kommandeur der 4. Infanterie-Brigade nach Danzig versetzt. Als Generalleutnant übernahm Kroseck am 15. April 1884 die ebenfalls dort stationierte 2. Division. Unter Verleihung des Sterns zum Roten Adlerordens II. Klasse mit Eichenlaub und Schwertern am Ringe wurde er am 18. April 1885 mit Pension zur Disposition gestellt.

### Familie
Kroseck hatte sich am 4. September 1863 in Liegnitz mit Helene Freiin von Seckendorff (1843–1918) verheiratet. Die Ehe blieb kinderlos.